# Robert-Magny-Laneuville-à-Rémy
Robert-Magny-Laneuville-à-Rémy foi uma antiga comuna francesa na região administrativa de Grande Leste, no departamento de Haute-Marne. Estendia-se por uma área de 25,38 km². Em 2010 a comuna tinha 249 habitantes (densidade: 9,8 hab./km²).
Foi criada em 1972 após a fusão das comunas de Robert-Magny e Laneuville-à-Rémy, e foi dissolvida formando estas duas comunas novamente em 2012.